# العفرون
العفرون هي إحدى بلديات ولاية البليدة عاصمة دائرة العفرون. 
هي مدينة من مدن ولاية البليدة. وتقع في أقصى غرب الولاية تأسست في نوفمبر 1848 كقرية. الأنشطة الرئيسية للمنطقة هي الفلاحة والتجارة. استفادة خلال الوجود الفرنسي من إنشاء محطة للسكك الحديدية.

## التاريخ
سميت مدينة العفرون بهذا الاسم (العفرون) نسبة لأحد مجاهدي المنطقة فحسب بعض المراجع فإن العفرون هو: يحيى ابن العربي ابن سي العربي بن اعمر الذي ترك ولدا يدعى يحيى مسجل في الحالة المدنية سنة 1795 وقد كان سنه آنذاك 24 سنة تقريبا. وعليه استنادا للمراجع الرسمية الاستعمارية المؤكدة بالمآثر الباقية حتى الآن فإن العفرون كان وطنيا يقيم بالمتيجة وقائدا على مواطني القبيلة وأثناء دخول الاستعمار الفرنسي سنة 1830 انتقل هذا الأخير بفرسانه إلى غابة باينام (عين البنيان حاليا أو قيوفيل سابقا) حيث تمركز بقواته هناك دفاعا عن الجزائر العاصمة وقد ترك بصماته المخلدة لذكراه هناك: كوادي عفرون – رجال عفرون – جنان عفرون. وبعد سقوط مدينة الجزائر تراجع عفرون مع من بقي من رجاله ورجال موزاية وتمركز بقواته جنوب المتيجة مقاوما يعترض قوافل الجند والمؤن الاستعمارية وهذا حتى سنة 1841 تاريخ إستشهاده وقد كان يساعده في هجومه على القوافل الاستعمارية القائد الجهوي سيدي مبارك الذي انتقل من مليانة إلى حجوط ثم إلى العفرون حيث وقعت معارك عنيفة مع القوات الاستعمارية بقيادة (ديك دورليون) سقط خلالها الشهداء وعلى رأسهم (مبارك) المسمى الآن سيدي خليفة، وسيدي زغيمي، وسيدي نويحي، سيدي إسماعيل، سيدي أحمد النمري بوبصلة، حيث كان هؤلاء الشهداء يسيطرون على حافة جبل العفرون (مرتفع مدينة العفرون حاليا. بالإضافة إلى 40 شهيدا بشارع القدس حاليا (40 والي) بعد سقوط الشهداء السالفي الذكر وتمركزت القوات الاستعمارية بوادي السبت الذي أصبح يعرف عند الأهالي منذ ذلك التاريخ (بواد الرومي أو بورومي) كما كانت المنطقة المحصورة بين وادي السبت (بورومي) ووادي جر تعرف باسم بني جماعة.

## القطب الجامعي
استفادت بلدية العفرون من مشروع قطب جامعي يتربع على مساحة 200 هكتار خصص له غلاف مالي بقيمة 14 مليار دينار، يحتوي على 27000 مقعد بيداغوجي و18000 سرير ومن المنتظر أن يتم تسليم الشطر الأول منه خلال الدخول الجامعي 2008 - 2009·
كشف مدير التنمية بوزارة التعليم العالي والبحث العلمي السيد بلمان إسماعيل أن الوزارة قررت استلام الشطر الأول من المشروع المتمثل في 5000 مقعد بيداغوجي واقامة بطاقة استعاب 2000 سرير· وأضاف السيد بلمان أن القطب الجامعي الذي احتضنته بلدية العفرون (20 كلم غرب البليدة)، يضم 4 معاهد هي الحقوق، علم الاجتماع، الاقتصاد واللغات، توفر 27000 مقعد بيداغوجي وتسع اقامات جامعية بطاقة استعاب قدرها 18000 سرير علاوة على رئاسة للجامعة، مطعم مركزي ومكتبة مركزية، إلى جانب مركز للسمعي البصري، مراكز بحث علمي، مرافق رياضية و500 سكن تساهمي لفائدة الأساتذة·
وأشار المتحدث إلى أن تصميم الحرم الجامعي الجديد جاد وفق مواصفات معمارية حديثة ضمن البرنامج الخماسي للإنعاش الوطني 2005 - 2009 وقانون المالية 2005 - 2006، وقد أوكل انجازه إلى مؤسسات صينية·
أهم التخصصات التي يحتويها القطب الجامعي بالعفرون

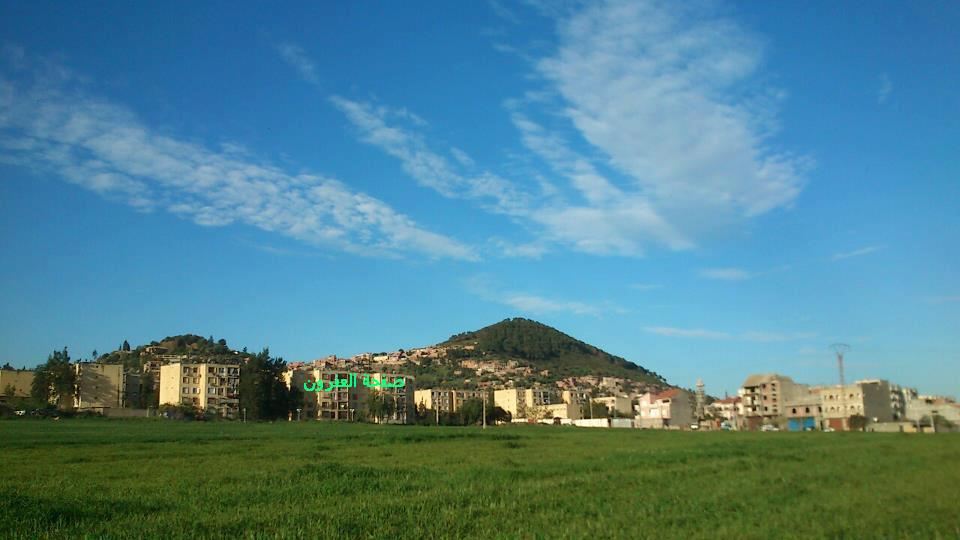
مدينة العفرون في فصل الربيع

- اللغة العربية وآدابها
- العلوم الإنسانية والاجتماعية
- اللغة الفرنسية
- اللغة الإنجليزية
- الحقوق والعلوم السياسية
- العلوم الاقتصادية وعلوم التسيير